# Mouhamadou Lamine Keita
Pour les articles homonymes, voir Keita.
Le général Mouhamadou Lamine Keita est un officier général sénégalais ayant exercé les fonctions de Chef d'État-Major Général des Armées (CEMGA) de la République du Sénégal et ancien ambassadeur du Sénégal en République fédérale d'Allemagne.

## Formation
Le général Mouhamadou Lamine Keita a été formé à l'École spéciale militaire de Saint-Cyr Coëtquidan (France). Sorti en 1963, il est de la même promotion que le général Lamine Cissé.

## Carrière
En 1981, il fut commandant de l'École Nationale des Officiers d'active (ENOA) de Thiès créée le 8 juillet de la même année.
Il a été directeur du génie militaire.
De 1990 à 1991, il dirige la Force Sénégalaise, commandée par Babacar Gaye, à l'opération Tempête du désert. 
En 1993, il fut nommé Chef d'État-Major Général des Armées (CEMGA) par le président Abdou Diouf. Il a remplacé à ce poste le Général Mamadou Mansour Seck qui ira occuper le poste d'ambassadeur du Sénégal aux États-Unis d'Amérique.
En 1996, sa période de commandement prit fin. Il fut remplacé par le Général Lamine Cissé. 
Il fut alors nommé ambassadeur du Sénégal en République Fédérale d'Allemagne.
Le Général Mouhamadou Lamine Keita est titulaire de plusieurs décorations nationales et étrangères.

## Autres activités
Il fut membre de la direction de l'Institut Supérieur de Management à Dakar.
Il a aussi travaillé pour le cabinet Atepa.
En 2008 il participe aux Assises nationales du Sénégal malgré les intimidations du Ministre des Forces armées et du Premier Ministre.